# Хлібна база № 89 (Страбичово, Закарпатська область)
Хлібна база № 89 — підприємство харчової промисловості у с. Страбичово Мукачівського району Закарпатської області. Є дочірнім підприємство ДАК «Хліб України». Діяло з 1985 по 2013 роки.

## Історія
Колишній Страбичівський елеватор почали будувати 1976 року і здали в експлуатацію 30 грудня 1985 року.
Визначальним чинником в обранні місця побудови стала близькість до залізничної мережі, зокрема, наявність вузькоколійки європейського зразка, підведеної до станційного селища Горонда, що межує зі Страбичевим.
Проєкт будівництва виконано Харківським проєктним інститутом, генеральний підрядник — ПМК-337, субпідрядна організація — Вінницьке управління механізації й автотранспорту.
За словами тодішнього головного інженера елеватора Михайла Дешко, за добу прийом зерна сягав 3000 тонн і майже стільки ж — на відвантаження. Цей обсяг робіт виконували дві комплексні бригади у складі 16 чоловік.
За період 1986—1997 років через елеватор було перевантажено понад 3 млн тонн зерна. Підприємство активно співпрацювало з швейцарською фірмою «Фіногрейн» і нідерландською компанією «Гленкор».
З початком економічної кризи 1990-х років перевалка зерна через елеватор припинилася. Згорнулося і виробництво на підсобному господарстві, де утримувався молодняк великої рогатої худоби і свині.
30 листопада 2013 року база свою припинила діяльність.

## Опис і будова
Наразі місткість елеватора — 74,3 тис. тонн. Основним призначенням бази є приймання, зберігання та відвантаження зерна з європейської вузької колії на українську ширококолійку, і навпаки. Є можливості використання потужного експортного потенціалу підприємства:
- приймально-відпускний пристрій на 4 вагони одночасного вивантаження (завантаження) на колії 1 435 мм
- приймально-відпускний пристрій на 2 вагони на сумісній колії (1 435 мм/1 520 мм)
- приймальний пристрій на 1 проїзд з автомобілерозвантажувачем ГУАР-30
- пункт прямого перевантаження з вагона у вагон з колії 1520 мм на 1435 мм та навпаки потужністю 175 тонн на годину.

Силосні корпуси місткістю по 25 тис. тонн кожний виконані з монолітного залізобетону (діаметр 9 м, висота 30 м), днище силосу — металеве.
Робоча вежа елеватора виконана зі збірних елементів та оснащена 4 норіями потужністю 350 тонн за годину кожна. Висота веж — 56 м.
Для проведення маневрових робіт база має два власні тепловози ТГМ4, що працюють на коліях обох розмірів. Протяжність залізничних колій становить 5 км з 16 стрілковими переводами. Для зважування залізничних вантажів встановлені ваги РС-150 (на колії 1 435 мм) та електронні (на колії 1520 мм).
Для зважування автотранспорту в наявності є 30-тонні циферблатні ваги.